# 李落落
李落落（？—896年），唐末河东节度使李克用的儿子。任铁林指挥。
乾宁三年（896年），李克用攻打魏博节度使罗弘信，宣武军节度使朱全忠令葛从周领军在洹水驻扎救援罗弘信，留下庞师古继续攻打郓州。六月，李克用率军攻打葛从周，宣武军在洹水的阵地前挖了许多沟坎，双方交战正激烈时，李落落骑的马遇到沟坎被绊倒，被宣武军活捉。李克用亲自去救李落落，战马也被绊倒，差点被宣武军擒获，李克用回身发箭射中一名宣武军将领，才免于被俘。李克用向朱全忠请和以赎回儿子李落落，朱全忠不答应，把李落落交给罗弘信，让罗弘信把李落落杀掉。罗弘信杀了李落落，坚决倒向了朱全忠阵营。李克用带领军队从洹水返回晋阳。
李落落死时，李存勗仅十二岁，可见李落落为李存勗的兄长，为李克用年长之子。